# São Caetano de Odivelas
São Caetano de Odivelas là một đô thị thuộc bang Pará, Brasil. Đô thị này có diện tích 748,694 km², dân số năm 2007 là 16113 người, mật độ 21,52 người/km².